# Tomáš Piroch
Tomáš Piroch (Pilsen, 12 de mayo del 2000) es un jugador de balonmano checo que juega de lateral derecho en el Orlen Wisła Płock. Es internacional con la selección de balonmano de la República Checa.
Su primer gran campeonato con la selección fue el Campeonato Europeo de Balonmano Masculino de 2022.

## Palmarés

### Orlen Wisła Płock
- Liga de Polonia de balonmano (1): 2024
- Copa de Polonia de balonmano (2): 2023, 2024

## Clubes
| Club              | País            | Año       |
| ----------------- | --------------- | --------- |
| Talent Plzeň      | República Checa | 2017-2018 |
| MT Melsungen      | Alemania        | 2018-2019 |
| HC Kriens         | Suiza           | 2019-2021 |
| US Créteil HB     | Francia         | 2021-2022 |
| Orlen Wisła Płock | Polonia         | 2022-Act. |